# 히와타리 사키
히와타리 사키(日渡 早紀, 1961년 7월 5일 ~)은 일본의 만화가이다. 가나가와현에서 태어났다. 1981년 〈마호쓰카이와 싯테이루(魔法使いは知っている →마법사는 알고 있다)〉로 제6회 아테나 대상에서 2등을 수상하였고, 1982년 하쿠센샤의 만화 잡지 《하나토유메》에 이 작품을 게재하면서 데뷔하였다. 달에서 지구를 관찰하던 외계인 과학자들이 현대 일본의 고등학생으로 환생한다는 내용의 《나의 지구를 지켜줘》로 잘 알려져 있다.

## 작품 목록
- 나의 지구를 지켜줘
- 미래의 전각
- 글로벌 가든
- 나를 감싸는 달빛